# Framed
Framed är ett dansband från västkusten, Sverige bildat 2008. Bandet blev vinnare av Bingolottos dansbandstävling under 2013 efter vunnit finalen med 65 procent av rösterna.

## Historik
Bandet startade bilades under 2008. Deras första spelning var på ett privat 50-årskalas vid Uddevalla och under första året hade de mellan 20 och 25 spelningar. På nyårsdagen 2009 uppträdde bandet tillsammans med Streaplers på en scen i Spekeröd efter det blivit tillfrågade av Håkan Liljeblad. Under 2009 släpptes deras debutalbum Varje ögonblick. År 2012 spelade bandet på Dansbandsveckan för första gången. År 2013 deltog de i Bingolottos dansbandstävling och fick ett skivkontrakt efter blivit vinnare med 65 procent av rösterna i finalen mot Voize.I augusti 2013 släppts deras vinnaralbum, "Tack vare er". Under sommaren 2014 gjorde bandet en gemensam resa till countrymusiken huvudstad "Nashville, Tennessee". Detta för att skapa influenser till den stundande CD:n. Detta märks tydligt på låtvalet på det senaste albumet. Bandet i ledning av Anders Inberg har lyckats skapa sig en stark profil med ett mycket speciellt sväng och "rena" sound och mycket bra sång.
Sedan 2019 har bandet tagit ytterligare ett steg åt den amerikanska countrymusiken, detta märks tydligt på albumet som släpptes under slutet av 2018 där det präglas av amerikanska country och rock n’ rollklassiker.
Drivkraften är att bara spela låtmaterial som bandet själva tycker om. Bandet brinner för härlig country samt rock n’ roll och med en egen touch spelar 100% live utan datorer eller annat förinspelat material. 
I dagsläget spelar de på deltid och gör ca 40-50 spelningar per år.

## Medlemmar
Bandet bestod ursprungligen av Anders Inberg på gitarr & sång, Magnus Larsson på gitarr, Daniel Lundstedt på piano, Roy Gustavsson på bas samt Peter Fransson på trummor. Under 2008 lämnade Roy bandet och de fick tag i Andreas Petterson som ersättare. 2009 lämnade Peter bandet för att satsa på fotboll men kom tillbaka till bandet under 2011. Stefan Estulf som ersatte Peter under 2009 lämnade dem under 2010. År 2010 kom Joachim Ljungbladh in i bandet men han  lämnade bandet under 2011 och under 2012 lämnade Daniel bandet och han ersattes av Mattias Rutgersson. Under 2015 valde gitarristen Magnus Larsson att gå vidare med egna projekt och valde då att ställa sin plats till förfogande i orkestern. Niklas Terner som tidigare spelat med ett flertal orkestrar såsom "christie" "Paula & Co" m.fl. axlade rollen som sologitarrist. Tyvärr behövde Niklas, Mattias samt Peter av privata skäl att lämna bandet under slutet av 2017. Anders visste inte då om han skulle fortsätta driva bandet vidare. Men Anders hittade Ralf, Jonas samt Christer som alla valde att försöka driva bandet vidare. Christer kom närmast från dansbandet ”Sounder", Ralf från ”Robins” och Jonas från ”Bröderna Tryck”. 
Anders Sörfjäll meddelande under hösten 2018 att han inte kunde fortsätta spela och ersattes 2019 av Anders Alm, som även han kom från dansbandet ”Sounders”

## Diskografi
- Varje ögonblick - 2010
- Tack vare er - 2013
- Tennessee Tur & Retur - 2024
- Put a quarter in the jukebox  - 2024